# Przejście graniczne Łupków-Palota
Przejście graniczne Łupków-Palota – polsko-słowackie kolejowe przejście graniczne położone w województwie podkarpackim, w powiecie sanockim, w gminie Komańcza, w miejscowości Łupków, zlikwidowane w 2007.

## Opis
Przejście graniczne Łupków-Palota z miejscem odprawy granicznej po stronie polskiej w miejscowości Łupków, zostało utworzone w 1996. Czynne było całą dobę. Dopuszczony był ruch towarowy, a od 27 czerwca 1999 rozszerzone o osobowy i mały ruch graniczny. Kontrolę graniczną osób, towarów i środków transportu wykonywała kolejno: Strażnica Straży Granicznej w Łupkowie, Graniczna Placówka Straży Granicznej w Łupkowie, Placówka Straży Granicznej w Łupkowie.
21 grudnia 2007 na mocy układu z Schengen przejście graniczne zostało zlikwidowane.

### Przejścia graniczne z Czechosłowacją
W okresie istnienia Czechosłowackiej Republiki Socjalistycznej funkcjonowało w tym miejscu polsko-czechosłowackie kolejowe przejście graniczne Łupków, czynne całą dobę. Dopuszczony był ruch towarowy. Kontrolę graniczną osób, towarów i środków transportu wykonywała Strażnica WOP Łupków. Funkcjonowało jeszcze po 1981, kiedy to ruch na tej trasie wstrzymano.
W październiku 1945 na granicy polsko-czechosłowackiej, w ramach tworzących się Wojsk Ochrony Pogranicza utworzono Przejściowy Punkt Kontrolny Łupków – kolejowy III kategorii.
W II RP istniało kolejowe przejście graniczne Łupków-Medzilaborce (punkt przejściowy). Odprawa graniczna i celna odbywała się na stacjach kolejowych: po stronie polskiej w miejscowości Łupków (Polski urząd celny Łupków) i po stronie czechosłowackiej w miejscowości Medzilaborce (Czechosłowacki urząd celny Medzilaborce). Dopuszczony był ruch osobowy, towarowy i mały ruch graniczny – przekraczanie granicy odbywało się na podstawie przepustek: jednorazowych, stałych i gospodarczych. Stacja zdawczo odbiorcza znajdowała się miejscowości Medzilaborce. Przejście graniczne znajdowało się w ciągu linii kolejowej Zagórz – Humenné (droga celna).
Obecnie w okresie wakacji letnich kursują pociągi PolRegio relacji Rzeszów – Medzilaborce i Sanok – Medzilaborce.

## Galeria

Przejście graniczne Łupków-Palota
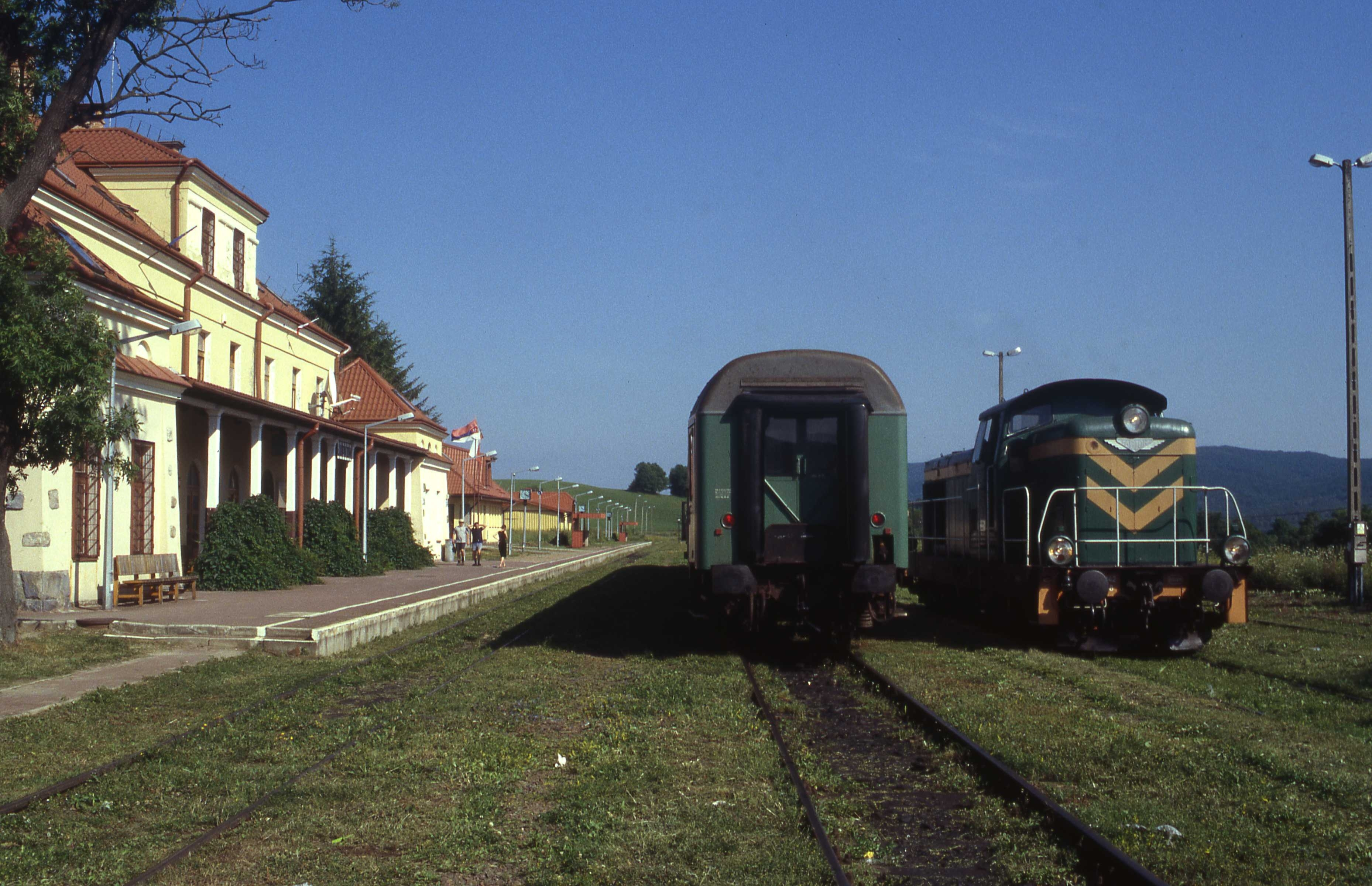
Stacja kolejowa Łupków, na której odbywała się kontrola graniczna i celna (2004)
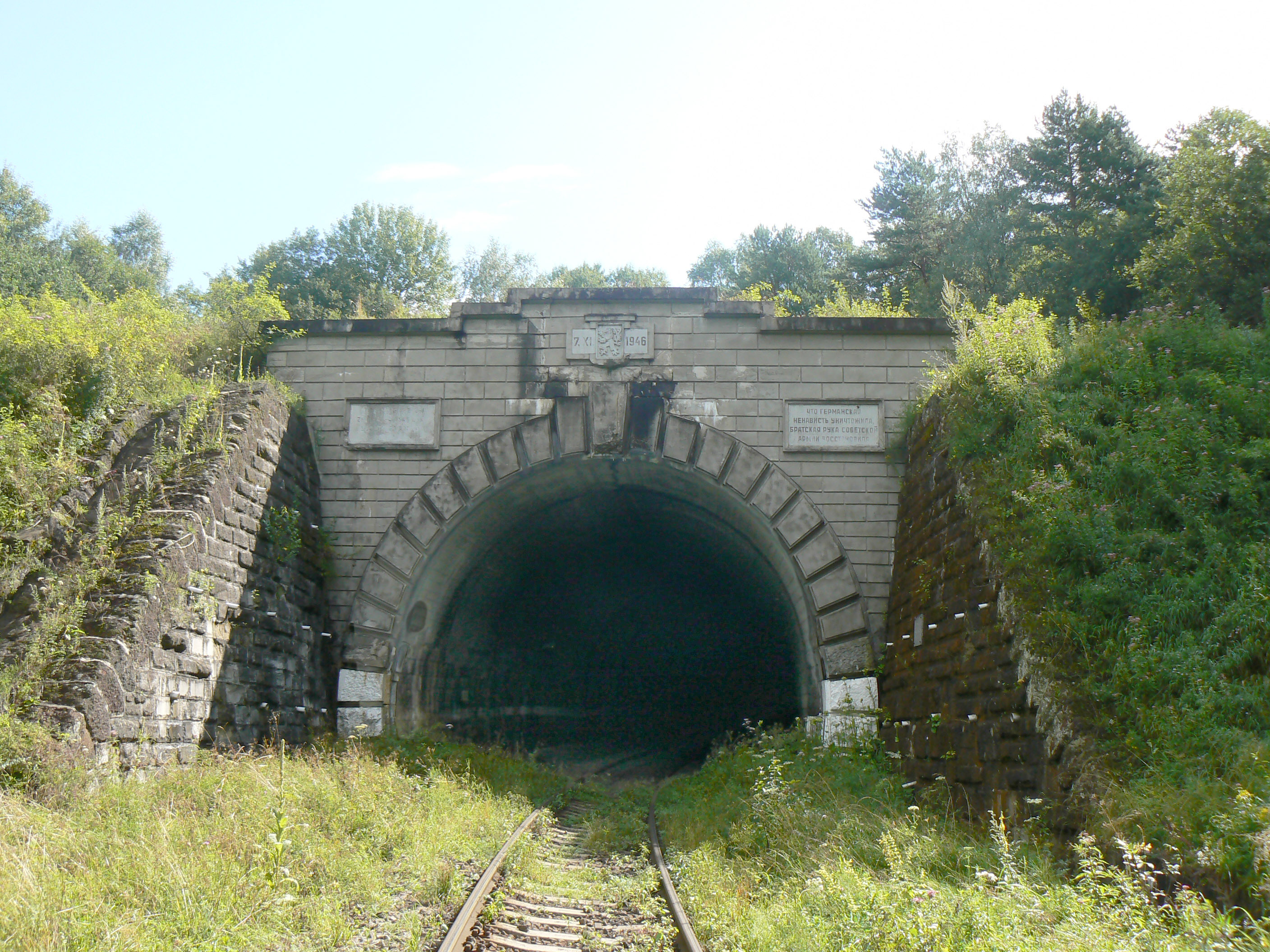
Tunel kolejowy w Łupkowie, widok od strony słowackiej (sierpień 2008)